# The Heart of Rock & Roll
«The Heart of Rock & Roll» es una canción interpretada por Huey Lewis and the News, lanzada en abril de 1984 como el tercer sencillo de su álbum Sports de 1983.
En Estados Unidos Alcanzó el número seis en el Billboard Hot 100 y el número cinco en la Billboard Album Rock Tracks. En Reino Unido llegó al puesto 49 de la UK Singles Chart en mayo de 1986 y en Canadá llegó al puesto 8 de la RPM Top Singles.

## Información de la canción
La canción se inspiró en un concierto que la banda dio en Cleveland, Ohio. Después de tocar en el concierto, Lewis cedió, porque inicialmente el estribillo era "The heart of rock and roll is in Cleveland", basado en un comentario que Lewis hizo a la banda, pero lo cambió a "The heart of rock and roll is still beating!". Según él, el mensaje de la canción es: "Hay verdadero rock and roll en otros lugares que no sean Los Ángeles o Nueva York".
Por sugerencia de su compañía discográfica, la banda produjo varias versiones regionales del sencillo en las que, después de mencionar Detroit hacia el final de la canción, Lewis menciona una o más ciudades que no están en la letra de la versión del álbum, incluidas New Haven, St. Louis y Toronto. 

## Vídeo musical
El video musical fue grabado en marzo de 1984 con parodias de la banda, así como imágenes de conciertos filmados en la ciudad de Nueva York y Los Ángeles. Según el director Edd Griles, fue complicado de producir. "Las complicaciones ocurrieron cuando filmamos en Nueva York durante 13 horas seguidas en el puente de Brooklyn y luego en Times Square. En Brooklyn, teníamos la cámara en el helicóptero, pero el helicóptero no pudo acercarse lo suficiente y el día estaba ventoso, por lo que la toma tomó mucho tiempo. En Times Square, la temperatura era de solo 21 grados y la banda vestía con mangas cortas o chaquetas ligeras. Además, la esposa de Lewis estaba esperando un bebé, lo que causó retrasos y problemas.

## Posicionamiento en listas
| Lista (1984)                               | Máxima posición |
| ------------------------------------------ | --------------- |
| Alemania (Offizielle Deutsche Charts)      | 71              |
| Canadá (RPM Top Singles)                   | 8               |
| Nueva Zelanda (Recorded Music NZ)          | 21              |
| Estados Unidos Billboard Hot 100           | 6               |
| Estados Unidos Billboard Album Rock Tracks | 5               |
| Lista (1986)                               | Máxima posición |
| Reino Unido (UK Singles Chart)             | 49              |

## Personal
- Huey Lewis - voz principal, armónica
- Mario Cipollina - bajo
- Johnny Colla - guitarra rítmica, saxofón, coros
- Bill Gibson - batería
- Chris Hayes - guitarra solista
- Sean Hopper - teclados